# Final Fantasy Crystal Chronicles (serie)
Final Fantasy Crystal Chronicles (ファイナルファンタジー クリスタルクロニクル Fainaru Fantajī Kurisutaru Kuronikuru?) es una subsaga de videojuegos de rol de Square Enix. Creada por Akitoshi Kawazu, la subsaga de Crystal Chronicles es considerada una serie de juegos independiente surgida desde la franquicia de Final Fantasy.

## Títulos
- Final Fantasy Crystal Chronicles (NGC) (2003)
- Final Fantasy Crystal Chronicles: Ring of Fates (NDS) (2007)
- Final Fantasy Crystal Chronicles: My Life as a King (WiiWare) (2008)
- Final Fantasy Crystal Chronicles: Echoes of Time (NDS, Wii) (2009)
- Final Fantasy Crystal Chronicles: My Life as a Darklord (WiiWare) (2009)
- Final Fantasy Crystal Chronicles: The Crystal Bearers (Wii) (2009)
- Final Fantasy Crystal Chronicles: Remastered Edition (PS4, Switch) (2020)

Entre los títulos de la saga también cabe destacar un videojuego de navegador, Final Fantasy Crystal Chronicles: My Life as a King - Everyone's Kingdom, además de un manga titulado Final Fantasy Crystal Chronicles ~Hatenaki Sora no Mukō ni~.